# Funtime
Funtime est un constructeur d'attractions situé à dans la banlieue de Bundall, sur la Gold Coast, en Australie. La compagnie fabrique plusieurs types d'attractions dont des Sling Shot, des Star Flyer et des Vomatron.

## Histoire
La compagnie Funtime est créée en 1998. Peu de temps après, elle rachète Adrenalin Park, un petit parc d'attractions dans le centre de Surfers Paradise dans lequel elle dispose un Sling Shot et un Vomatron issu de son catalogue. Le parc est renommé Funtime.
Funtime ajoute à son catalogue en 2004 ce qui deviendra son produit phare, le Star Flyer. 
La première attraction de ce type sera construite au Prater de Vienne avec 80 mètres de haut. Ce type d'attraction rencontrera un succès commercial et sera vendu dans le monde entier. Le concept de cette attraction sera d'ailleurs réutilisé par Zamperla en 2006 sous le nom Vertical Swing et en 2010 chez Mondial Rides.

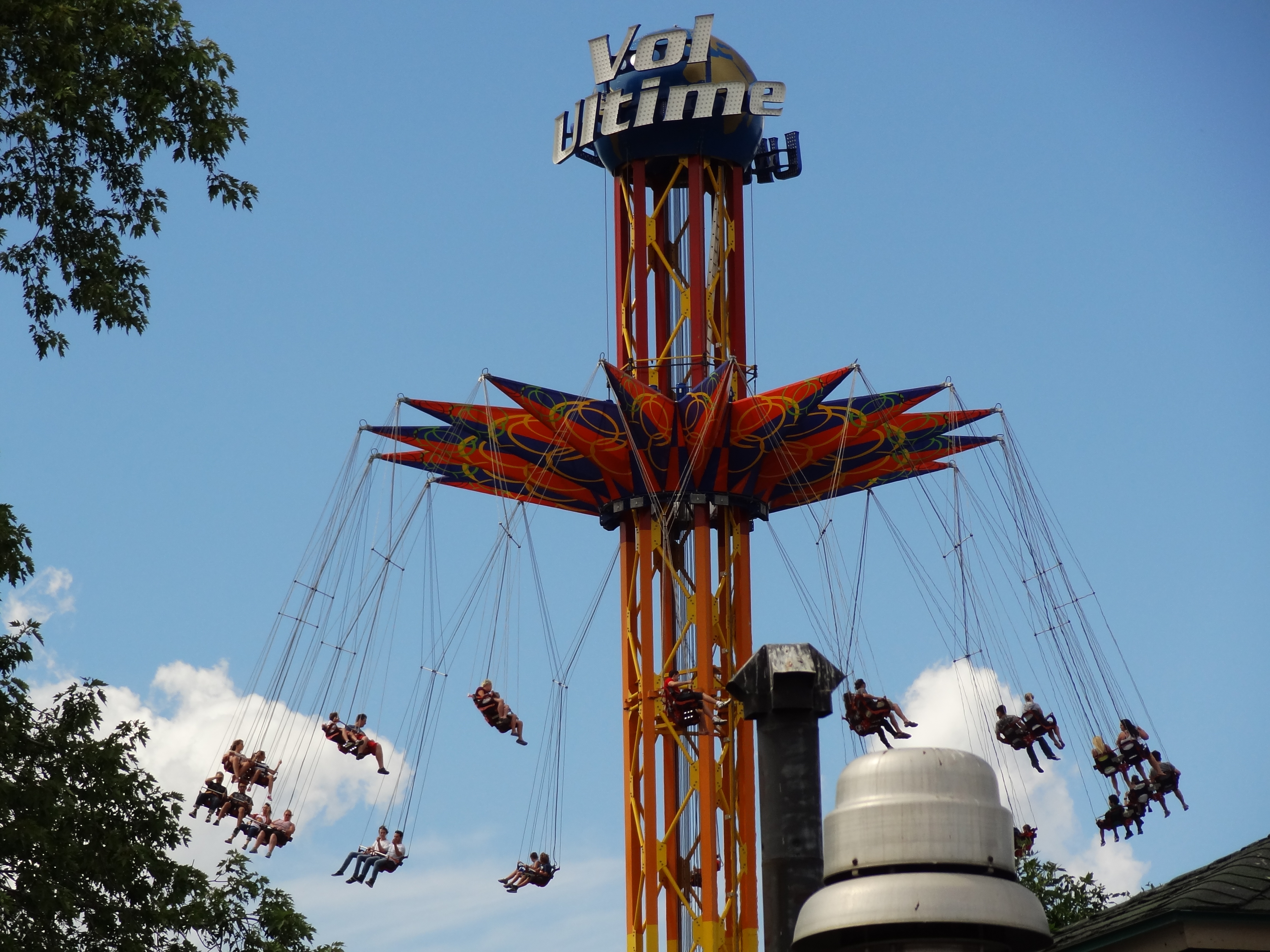
Vol Ultime à La Ronde.

Toujours au Prater de Vienne, en Autriche, Funtime décide d'établir un record avec l'ouverture en 2010 de "Praterturm", un Star Flyer de 117 mètres de haut qui sera égalé en 2013 par "SkyScreamer" à Six Flags Over Georgia. Le parc Six Flags Over Texas ouvre 2013 "Texas SkyScreamer" qui bat le record avec une hauteur de 120 mètres. En 2014, le parc Six Flags New England a annoncé vouloir ouvrir "New England SkyScreamer", un Star Flyer d'une hauteur similaire.